# Ilona Christen

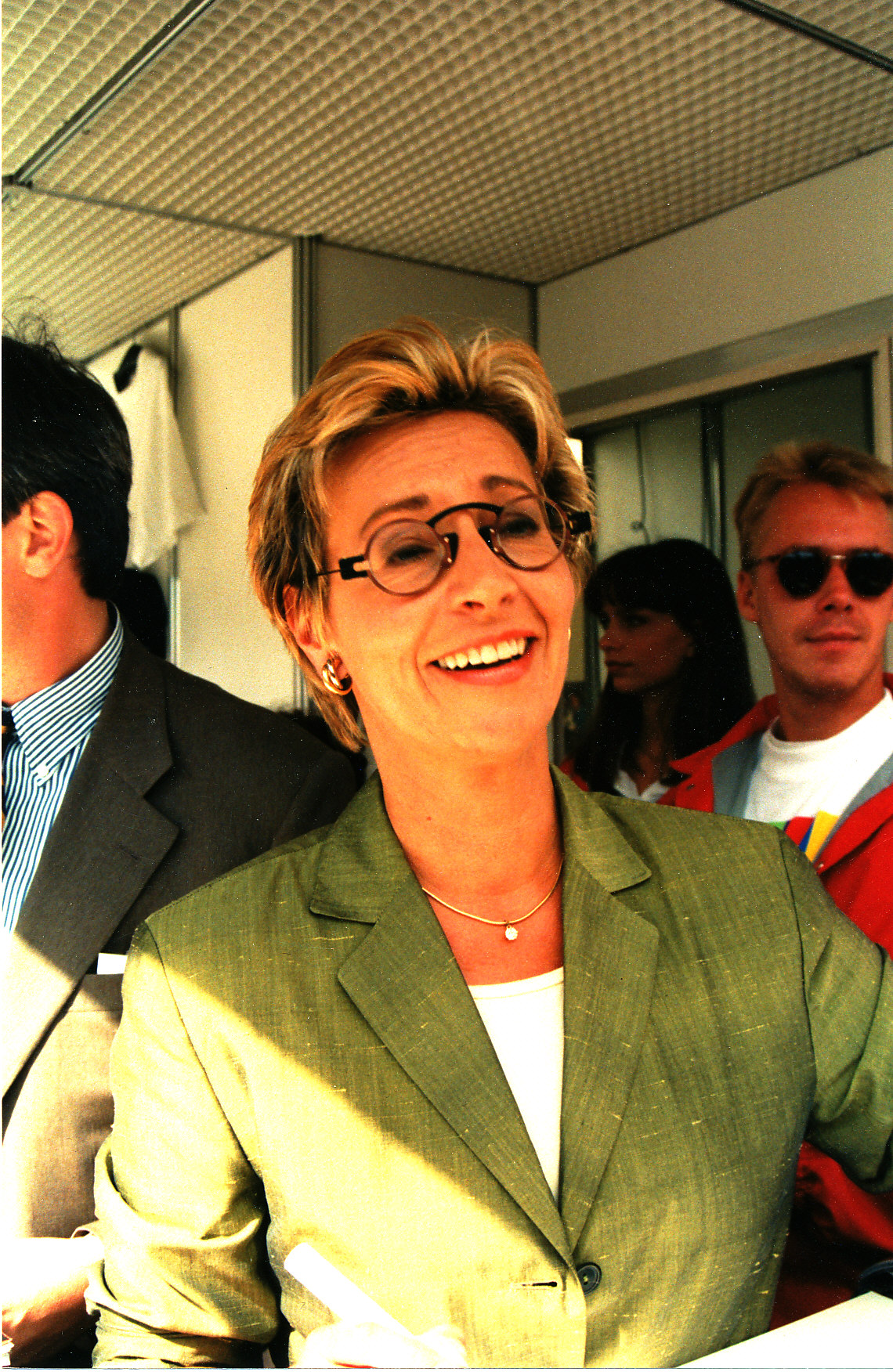
Ilona Christen auf der Funkausstellung Berlin (2008)

Ilona Christen (* 26. Mai 1951 als Ilona Kleitz in Saarbrücken; † 31. Juli 2009 in Ennetbürgen, Schweiz) war eine deutsch-schweizerische Fernseh- und Hörfunkmoderatorin.

## Leben
Ilona Christens Mutter führte eine Wäscherei, der Vater verließ die Familie. Nach dem Volksschulabschluss begann sie 1966 eine Ausbildung zur Fotokauffrau in ihrer Heimatstadt.
Ab April 1969 absolvierte Christen beim Saarländischen Rundfunk eine dreijährige Schnitt-Ausbildung. Danach arbeitete sie drei Jahre als Bildmischerin, ab 1973 auch als Fernsehansagerin; sie war beim SR die erste Fernsehansagerin mit Brille. 1976 begann ihre Arbeit als Moderatorin beim SR-Hörfunk, bei der Europawelle Saar. Für die ARD-Sendung Reporter vor Ort, in der sie unter anderem den Problemen von Bundeswehrsoldaten und dem Zirkusleben nachging, erhielt sie den Kurt-Magnus-Preis. Von 1982 bis 1986 moderierte Christen die tele-illustrierte und die Sendung ZDF-Info Gesundheit; in den folgenden Jahren auch das ZDF-Städteturnier und Tandem – Spielzeit für Partnerstädte.
Von 1986 bis 1992 präsentierte Christen den ZDF-Fernsehgarten. 1993 wechselte sie schließlich zu RTL. Dort führte sie vom 13. September 1993 bis zum 20. August 1999 durch eine ihren Namen tragende Talkshow, die von ihrer eigenen Firma, der Voice Company mit Sitz in Hürth, produziert wurde. Eine weitere Produktion dieser Firma war die ebenfalls bei RTL laufende Talkshow Sabrina, moderiert von Sabrina Staubitz. Kurz vor dem Ende beider Sendungen wurde die Firma Voice Company verkauft. 2001 meldete die Firma Insolvenz an, da es nicht gelungen war, neue Sendungen zu platzieren. Mitte der 1990er Jahre machte Christen neben ihrer Talkshowtätigkeit auch Werbung für Waschmittel und andere Produkte. 
Christen lebte seit der Heirat 1982 mit dem Luzerner Bauunternehmer Ambros Christen (* 1956) in der Schweiz. Ab 2000 war sie nicht mehr berufstätig. Christen besaß das Schweizer Bürgerrecht.
Christen starb am 31. Juli 2009 im Alter von 58 Jahren in der Schweiz an den Folgen eines schweren Treppensturzes vom 8. Juli 2009. Hierbei hatte sie sich einen Schlüsselbeinbruch zugezogen, verbunden mit einem massiven Bluterguss und einer daraus resultierenden Blutvergiftung (Sepsis).

## Auszeichnungen
- 1986: Goldene Kamera
- 1988: Goldener Gong für ihre Moderation des ZDF-Fernsehgartens
- 1990: Bambi